# Гірке (Казахстан)
Гірке́ (каз. Горькое) — село у складі Тайиншинського району Північноказахстанської області Казахстану. Входить до складу Літовочного сільського округу, раніше було центром ліквідованого Березовської сільської ради.
Населення — 490 осіб (2021; 573 у 2009, 907 у 1999, 1019 у 1989).
Національний склад станом на 1989 рік:
- німці — 45 %
- поляки — 33 %.